# Leboulin
Leboulin – miejscowość i gmina we Francji, w regionie Oksytania, w departamencie Gers.
Według danych na rok 1990 gminę zamieszkiwało 238 osób, a gęstość zaludnienia wynosiła 27 osób/km² (wśród 3020 gmin regionu Midi-Pireneje Leboulin plasuje się na 825. miejscu pod względem liczby ludności, natomiast pod względem powierzchni na miejscu 1181.).